# 送迎
| ウィキペディアには「送迎」という見出しの百科事典記事はありません（タイトルに「送迎」を含むページの一覧/「送迎」で始まるページの一覧）。 代わりにウィクショナリーのページ「送迎」が役に立つかもしれません。 |